# Armanen-Orden
Der Armanen-Orden (AO) ist eine 1976 gegründete germanisch-neuheidnische Organisation mit Sitz im Ammerland (Münsing), die an die Ariosophie anknüpft. Neben Guido von List stellen Ideologen wie Karl Maria Wiligut, Julius Evola, Johann von Leers oder Alain de Benoist Bezugspunkte des Armanen-Ordens dar. Eine Zusammenarbeit bestand  u. a. mit der seit 2023 als „sektenartige[n], rechtsextremistische[n] Gruppierung“ verbotenen Artgemeinschaft – Germanische Glaubens-Gemeinschaft wesensgemäßer Lebensgestaltung, die 1951 von Wilhelm Kusserow gegründet und von 1989 bis 2009 von Jürgen Rieger geleitet wurde. Zum Orden gehört der Armanen-Verlag.

## Namensherkunft
Armanen waren im Verständnis des Armanen-Ordens die geistigen Führer der Germanen, welche der Orden als „Hauptstamm der weißen Rasse“ ansieht. Die Vorsitzenden des Armanen-Ordens, Adolph Schleipfer (1947–1990) und seine Ehefrau Sigrun Schleipfer (1940–2009), geborene Hammerbacher, die sich nach dem Mädchennamen ihrer Mutter Freifrau von Schlichting nannte, bezeichnen sich als Großmeister. Der Armanen-Orden sieht sich als elitäre, hierarchisch gegliederte Organisation von in Mysterien Eingeweihten und übt eine strenge Arkandisziplin. Ziel des Armanen-Ordens ist es, durch Erberinnerung die altgermanische heidnische Religion wieder zu errichten und gegen die „zersetzenden Mächte“ die „Weltenwende“ durchzusetzen.

## Lehren
Der Armanen-Orden ist offen völkisch, rassistisch und antisemitisch orientiert und lehnt bspw. jegliche „Rassenvermischung“ ab, da eine rassisch eindeutig festgelegte unsterbliche Seele sich nicht in einem „gemischtrassigen“ Körper inkarnieren könne. Die Rolle der Frau sieht der Armanen-Orden an „Heim und Herd“. Demokratie diene laut Armanen-Orden nur der Verschleierung der Herrschaft „überstaatlicher Mächte“. Adolph Schleipfer bezeichnet sich selbst als Präsident der neugegründeten Guido-von-List-Gesellschaft.

## Vorgeschichte
1911 gründete Guido von List den Hohen Armanen-Orden (HAO), der nur wenige Jahre Bestand hatte.
Der Armanen-Verlag in Leipzig produzierte von 1924 bis 1944 sehr viele Kleinschriften, gedacht für junge Leute, z. B. die Reihe „Jugend im Dritten Reich“ sowie einige Grundlagenwerke des Nationalsozialismus als Bücher. Der Verlag firmierte auch als Robert Burger. Bekannte Autoren im Verlag waren Ernst Krieck und Dietrich Klagges. Von 1934 bis 1939 erschien in diesem Verlag Die Sonne – Monatsschrift für nordische Weltanschauung und Lebensgestaltung, die es seit 1924 gab; Herausgeber waren Ernst Lauterer und Emil Marx. Die Schriftleitung mit Hanno Konopath saß in Berlin-Tempelhof.
1933 publizierte der Verlag von Gottlieb Leibbrandt: Umbruch durch Othmar Spann. Ein Spiegelbild seines Gedankenbaues, womit eine Nähe des Verlags zum Ständestaat Spanns anzunehmen ist. Gottlieb war der Bruder des aktiven Holocaust-Täters Georg Leibbrandt. Gottlieb selbst mischte in Wiener NS-Kreisen vorneweg mit und versuchte nach seiner Flucht nach Kanada in den 1950er Jahren, sich unter den Deutsch-Kanadiern als ein harmloser Historiker zu profilieren.

## Publikationen
Beim heutigen Armanen-Verlag, einem Versandbuchhandel, handelt es sich um den hauseigenen Verlag des Armanen-Ordens. Er druckte z. B. um 1980 Guido von Lists Buch Die Bilderschrift der Ario-Germanen (Ario-Germanische Hieroglyphik) von 1910 nach.
Die Arbeitsgemeinschaft Naturreligiöser Stammesverbände Europas (ANSE) möchte vermehrt in grün-alternativen Kreisen Fuß fassen. Sie gilt vielen Beobachtern als Vorfeldorganisation bzw. öffentlicher Arm des Armanen-Ordens, der die Zeitschrift Irminsul – Stimme der Armanenschaft publiziert.

## Sonstiges
Sigrun Schleipfer ließ nach ihrer Scheidung unter dem Namen Sigrun Freifrau von Schlichting seit 1995 eine „Ordensburg“ in Polen anlegen („Feenschloss Rothenhorn“, Rothenhorn-Płac Czerwony Róg, Szlichtyngowa).